# محمد سند
محمد سند (عربی: محمد هشام سند؛ زادهٔ ۱۶ ژانویهٔ ۱۹۹۱) بازیکن هندبال اهل مصر است.